# Khất Phục Càn Quy
Khất Phục Càn Quy (giản thể: 乞伏乾归; phồn thể: 乞伏乾歸; bính âm: Qǐfú Gānguī) (?-412), thụy hiệu là Hà Nam Vũ Nguyên vương (河南武元王), là vua thứ 2 nước Tây Tần thời Ngũ Hồ thập lục quốc trong lịch sử Trung Quốc.
Ông là em trai của vua khai quốc là Khất Phục Quốc Nhân và lên ngôi sau cái chết của anh trai vào năm 388 do con trai Khất Phục Công Phủ (乞伏公府) của Khất Phục Quốc Nhân khi đó được cho là còn quá trẻ để cai trị đất nước. Ông sau đó đã mở rộng quyền lực và ảnh hưởng của đất nước song chỉ ở một mức độ nhất định, và đến năm 400 sau các thất bại quân sự trước Hậu Tần, đất nước của ông bị Hậu Tần thôn tính và bản thân ông trở thành một tướng của Hậu Tần. Tuy nhiên, sau khi Hậu Tần suy yếu và bại trận dưới tay nước Hạ của tướng nổi loạn Lưu Bột Bột, Khất Phục Càn Quy đã tái tuyên bố độc lập vào năm 409, song sau đó chỉ trị vì được ba năm trước khi bị giết chết trong một cuộc chính biến của Khất Phục Công Phủ. Con trai ông là Khất Phục Sí Bàn đã đánh bại Khất Phục Công Phủ và trở thành vị vua kế tiếp.
Khất Phục Càn Quy được sử sách biết đến với việc sử dụng kế sách quân sự tự để lộ các điểm yếu để đánh lừa kẻ thù và khiến chúng hành động một cách cực nguy hiểm, và sau đó tấn công khi kẻ thù trở nên quá tự tin.

## Trước khi lên ngôi
Tư liệu đầu tiên nói về Khất Phục Càn Quy trong lịch sử là trong năm 385, khi anh trai Khất Phục Quốc Nhân của ông xưng làm Thiền vu và cải niên hiệu, do đó đã trở nên độc lập với Tiền Tần. Vào thời điểm đó, Khất Phục Quốc Nhân phong cho Khất Phục Càn Quy làm một đại tướng quân. Sử sách không chép lại gì khác về cuộc đời của ông trước hoặc trong thời gian trị vì của Khất Phục Càn Quy, ngoại trừ một ám chỉ rằng ông đã đánh bại tướng Vương Quảng (王廣) của Tiền Tần trên chiến trường.
Năm 388, Khất Phục Quốc Nhân qua đời. Con trai của ông ta là Khất Phục Công Phủ khi ấy được coi là còn quá nhỏ tuổi để tiếp nhận vị trí lãnh đạo, vì vậy các quan lại và tướng lĩnh đã ủng hộ Khất Phục Càn Quy kế vị Khất Phục Quốc Nhân, với tước hiệu Đại Thiền vu và Hà Nam vương. Tước hiệu Hà Nam vương không biểu thị rằng ông thống trị khu vực tỉnh Hà Nam ngày nay, mà đúng hơn là đã biểu thị quyền thống trị tại các phần ở phía nam Hoàng Hà thuộc hai tỉnh Cam Túc và Thanh Hải hiện nay.

## Lần đầu trị vì
Khất Phục Càn Quy lập vợ mình làm Hoàng hậu, và ông cũng thiết lập một hệ thống chính quyền tương tự như cấu trúc chính quyền của người Hán. Trong vài năm sau đó, Khất Phục Càn Quy đã sử dụng một loạt sức ép quân sự và ngoại giao để khiến người dân ở những vùng xung quanh thuộc các sắc tộc Tiên Ti, Khương và Hán phải khuất phục. Sau đó, ông dời đô từ Dũng Sĩ thành (勇士城, nay thuộc Lan Châu, Cam Túc) đến Kim Thành (cũng thuộc Lan Châu ngày nay).
Năm 389, hoàng đế Phù Đăng của Tiền Tần đã phong cho Khất Phục Càn Quy làm Kim Thành vương, một tước hiệu biểu thị quyền thế ít hơn so với tước hiệu cũ là Hà Nam vương, bởi quận Kim Thành chỉ tương ứng với Lan Châu ngày nay song Khất Phục Càn Quy vẫn chấp thuận.
Năm 390, vua của nước Thổ Dục Hồn là Mộ Dung Thị Liên (慕容視連), đã khuất phục Tây Tần và trở thành một chư hầu, Khất Phục Càn Quy đã lập ông ta làm Bạch Lan vương. Tuy nhiên, sau khi Mộ Dung Thị Liên chết vào cuối năm và người con trai có nhiều tham vọng hơn là Mộ Dung Thị Bi (慕容視羆) lên kế vị, vị vua Thổ Dục Hồn này đã từ chối tước hiệu đó.
Năm 391, tướng Việt Chí Cật Quy (越質詰歸) nổi loạn, song sau khi Khất Phục Càn Quy đích thân dẫn quân đến đánh dẹp, Việt Chí Cật Quy đã đầu hàng và Khất Phục Càn Quy đã gả một người con gái của mính cho một thành viên thị tộc Việc Chí, điều này cho thấy xu hướng cố gắng kết nối bản thân với các tộc trưởng bộ lạc để khiến họ khuất phục của Khất Phục Càn Quy. Tuy nhiên, cuối năm 391, kế sách này có lẽ đã cho thấy sự phản tác dụng khi tộc trưởng Một Dịch Can (沒奕干) ban đầu đã khuất phục và cử hai người con trai làm con tim đến chỗ của Khất Phục Càn Quy, tìm kiếm sự trợ giúp của ông để chiến đấu với một tộc trưởng khác là Đại Đâu (大兜). Khất Phục Càn Quy đã trợ giúp cho ông và Đại Đâu bị đánh bại, và sau đó đã gửi hai con trai của Một Dịch Can về bộ lạc để khiến Một thấy biết ơn hơn nữa. Tuy nhiên, Mộ Dịch Can thay vào đó đã quay lưng lại với Khất Phục Càn Quy và kết liên minh với tộc trưởng Hung Nô là Lưu Vệ Thìn (劉衛辰), và Khất Phục Càn Quy trong giận dữ đã tấn công Một Dịch Căn và trong trận chiến đã bắn một mũi tên vào mắt của Một. Tuy nhiên, trong khi ông đang tiến hành chiến dịch chống lại Một Dịch Can, vua Lã Quang của Hậu Lương đã nắm lấy cơ hội để tấn công Tây Tần, buộc Khất Phục Càn Quy phải rút lui để đối phó. Sự việc này đã khởi đầu cho nhiều năm giao chiến liên tục giữa Tây Tần và Hậu Lương.
Năm 393, Khất Phục Càn Quy lập con trai là Khất Phục Sí Bàn làm thái tử.
Năm 394, sau cái chết của hoàng đế Diêu Trường của Hậu Tần, hoàng đế Phù Đăng của Tiền Tần đã chuẩn bị một cuộc tổng tiến công chống lại tân hoàng đế Diêu Hưng của Hậu Tần, trong lúc chuẩn bị, ông ta đã yêu cầu viện trợ của Khất Phục Càn Quy và phong cho Khất Phục Càn Quy làm Hà Nam vương và ban cho ông cửu tích. Tuy nhiên, chiến dịch của Phù Đăng đã thất bại, Phù Quảng (苻廣) cùng con trai Phù Sùng đã rời bỏ căn cứ của họ, buộc Phù Đăng phải chạy trốn vào trong rừng. Ông ta sau đó gả em gái là Đông Bình công chúa cho Khất Phục Càn Quy để làm vương hậu và lập ông làm Lương vương. Khất Phục Càn Quy cử em trai là Khất Phục Ích Châu (乞伏益州) đến trợ giúp cho Phù Đăng, song khi Phù Đăng ra khỏi vùng đồi núi để đến chỗ quân của Khất Phục Ích Châu, Diêu Hưng đã cho quân phục kích và bắt giữ được ông ta rồi sau đó giết chết. Khất Phục Ích Châu sau đó rút quân.
Con trai của Phù Đăng là Phù Sùng chạy đến Hoàng Trung (湟中, nay thuộc Tây Ninh, Thanh Hải), tức vùng đất đang nằm dưới sự kiểm soát của Khất Phục Càn Quy, và xưng đế tại đó. Tuy nhiên, vào mùa đông năm 394, Khất Phục Càn Quy đã trục xuất Phù Sùng, và người này đã chạy đến chỗ một trong những tướng còn lại của cha mình là Dương Định (楊定). Dương Định đã dẫn quân hợp với Phù Sùng để tiến đánh Khất Phục Càn Quy. Khất Phục Càn Quy đã cử Khất Phục Ích Châu và hai tướng khác là Khất Phục Kha Đàn (乞伏軻彈) và Việt Chí Cật Quy đi đánh Dương Định và Phù Sùng, song Dương Định ban đầu đã đạt được thắng lợi. Tuy nhiên, ba tướng quân của Tây Tần sau đó đã phản công và giết chết Dương Định cùng Phù Sùng trong trận chiến.
Khoảng tết năm 395, Khất Phục Càn Quy xưng làm Tần vương, một tước hiệu lớn hơn và ngầm thông báo mình là đối thủ của Hậu Tần, và đất nước của ông vì thế được biết đến nhiều trong sử sách với cái tên Tây Tần. Đến mùa hè, ông cử Khất Phục Ích Châu đi đánh một tộc trưởng người Đê không chịu khuất phục là Khương Nhũ (姜乳), bất chấp cảnh báo rằng Khất Phục Ích Châu đã trở nên kiêu ngạo kể từ sau các chiến thắng của ông ta. Khất Phục Ích Châu đã thật sự lơ là và bị Khương Nhũ đánh bại. Cũng trong năm đó, Khất Phục Càn Quy dời đô từ Kim Thành đến Tây Thành (西城, nay thuộc Bạch Ngân, Cam Túc).
Vào mùa thu năm 395, Lã Quang đã cho thực hiện một cuộc tấn công lớn nhắm vào Tây Tần. Theo lời khuyên của hai triều thần là Mật Quý Chu (密貴周) và Mạch Giả Cổ Đê (莫者羖羝), Khất Phục Càn Quy đã chịu khuất phục Lã Quang, trở thành chư hầu và gửi hoàng tử Khất Phục Sắc Bột (乞伏敕勃) đến chỗ Lã Quang để làm con tin, và Lã Quang đã cho rút quân. Tuy nhiên, Khất Phục Càn Quy đã sớm hối tiếc về việc này và cho giết chết Mật và Mạch Giả.
Năm 397, để trừng phạt Khất Phục Càn Quy, Lã Quang đã mở một chiến dịch lớn tiến đánh Tây Thành. Các triều thần của Khất Phục Càn Quy khiếp sợ đến nỗi họ đã đề xuất việc rút lui đến Thành Kỉ (成紀, nay thuộc Thiên Thủy, Cam Túc) ở phía đông, song Khất Phục Càn Quy đã nhìn thấy điểm yếu của quân Hậu Lương nên vẫn quyết định ở nguyên vị trí. Quân Hậu Lương ban đầu đã thắng lợi và chiếm được một số thành lớn của Tây Tần, song Khất Phục Càn Quy đã lừa tướng Lã Diên (呂延) tin rằng ông đã rút lui, Lã Diên đã rơi vào bẫy của Khất Phục Càn Quy và bị giết. Lã Quang lo sợ và đã rút lui về kinh đô Cô Tang (姑臧, nay thuộc Vũ Uy, Cam Túc) của Hậu Lương. Năm 398, Khất Phục Càn Quy cử Khất Phục Ích Châu đi đánh Hậu Lương và Tây Tần đã lấy lại được một số lãnh thổ đã mất trước đó.
Đến năm 398, Khất Phục Ích Châu đã giao chiến và đánh bại được Mộ Dung Thị Bi (慕容視羆). Mộ Dung Thị Bi lo sợ và đã cử con trai là Mộ Dung Đãng Khải (慕容宕豈) đến làm con tin để cầu hòa. Khất Phục Càn Quy đã gả một người con gái của một người trong thị tộc của cho Mộ Dung Đãng Khải.
Năm 400, Khất Phục Càn Quy dời đô từ Tây Thành đến Uyển Xuyên (苑川, cũng thuộc Bạch Ngân ngày nay).
Vào mùa hè năm 400, một tướng của Hậu Tần và cũng là thúc phụ của Diêu Hưng, Diêu Thạc Đức (姚碩德) đã phát động một chiến dịch lớn chống lại Tây Tần. Ban đầu, Khất Phục Càn Quy đã thành công trong việc cắt đứt đường tiếp tế của Diêu Thạc Đức, song sau đó Diêu Hưng đã đích thân đến viện trợ cho Diêu Thạc Đức. Khất Phục Càn Quy chia quân để cố xác định được mục đích của quân Hậu Tần, song các đội quân đã bị mất liên lạc trong sương mù, và quân Hậu Tần đã đến tấn công và đánh bại quân Tây Tần, gần như toàn bộ quân Tây Tần bị bắt. Diêu Hưng tiến về Phu Hãn (枹罕, nay thuộc Lâm Hạ, Cam Túc), buộc Khất Phục Càn Quy phải quay trở lại Kim Thành. Tuy nhiên, với đội quân còn lại, Khất Phục Càn Quy đi đến kết luận rằng ông không thể duy trì đất nước hơn nữa, và lệnh cho các quan lại đầu hàng Hậu Tần, trong khi bản thân ông đầu hàng vua Thốc Phát Lợi Lộc Cô của Nam Lương. Em trai của Thốc Phát Lợi Lộc Cô là Thốc Phát Câu Diên (禿髮俱延) nghi ngờ ý định của Khất Phục Càn Quy và đề nghị Thốc Phát Lợi Lộc Cô đày ông đến chỗ bộ lạc Ất Phất (乙弗) (có thể ở phía tây hồ Thanh Hải), song Thốc Phát Lợi Lộc Cô đã từ chối. Tuy nhiên, lo ngại về việc Khất Phục Càn Quy có thể cố tái lập đất nước, vua Nam Lương đã cho quân theo sát ông. Khất Phục Càn Quy do lo sợ sẽ bị giết nên sau đó đã lấy lại lòng tin tưởng của Thốc Phát Lợi Lộc Cô bằng cách cử Khất Phục Sí Bàn, các huynh đệ của mình, và mẫu thân của họ đến kinh thành Tây Bình của Nam Lương làm con tim. Tuy nhiên, ngay sau khi lính Nam Lương nới lỏng canh giữ, Khất Phục Càn Quy đã đến Phu Hãn và đầu hàng Hậu Tần.

## Tướng của Hậu Tần
Khi Khất Phục Càn Quy đến kinh thành Trường An của Hậu Tần, Diêu Hưng phong cho ông làm Quy Nghĩa hầu. Năm 401, Diêu Hưng không hiểu vì sao đã trao toàn bộ số quân lính bị bắt cho Khất Phục Càn Quy và cho ông ta trấn thủ kinh thành của Tây Tần trước đây là Uyển Xuyên, vì vậy trên thực tế Khất Phục Càn Quy lại có được vị trí vốn có trước đó, song nay là một chư hầu của Hậu Tần. Ông đã nhanh chóng lập lại cấu trúc chính quyền, song các quan lại nay có tước vị thấp hơn để thể hiện sự khuất phục trước Hậu Tần. Đến năm 401, Diêu Hưng cử Khất Phục Càn Quy làm phụ tá cho Diêu Thạc Đức trong một chiến dịch lớn chống lại hoàng đế Lã Long của Hậu Lương, buộc Lã Long phải chịu khuất phục.
Năm 402, Khất Phục Sí Bàn, người trước đó đã không thành công trong việc đào thoát khỏi Nam Lương để đến chỗ phụ thân, nay đã có thể chạy đến Uyển Xuyên. Vua Thốc Phát Nục Đàn của Nam Lương đã gửi vợ của Khất phục Sí Bàn (có lẽ là con gái của Thốc Phát Nục Đàn) và những người con đến chỗ ông.
Năm 403, Lã Long đã quyết định trao đất nước của mình (lúc này chỉ bao gồm Cô Tang và các vùng lân cận) cho Hậu Tần, Hậu Lương diệt vong, và Khất Phục Càn Quy là một trong các tướng mà Diêu Hưng cử đi hộ tống Lã Long về Trường An và hộ tống người thay thế ông ta là tướng Vương Thượng (王尚) đến Cô Tang, song tại thời điểm đó vùng Cô Tang bị bao quanh bởi Nam Lương và Bắc Lương (hai chư hầu của Hậu Tần).
Trong vài năm sau đó, Khất Phục Càn Quy ngày càng hành động một cách độc lập hơn. Ví dụ như vào năm 405, có vẻ như trong khi chưa có sự phê chuẩn của Hậu Tần, ông đã tiến đánh nước Thổ Dục Hồn của Mộ Dung Đại Hài (慕容大孩), và sau đó trong cùng năm ông đã chiến đấu với Dương Thịnh (楊盛), người cai trị Cừu Trì trong khi Cừu Trì cũng là chư hầu của Hậu Tần.
Khoảng tết năm 407, Khất Phục Càn Quy đi viếng thăm chính thức Trường An. Diêu Hưng lúc này do lo sợ trước sức mạnh và sự độc lập của Khất Phục Càn Quy nên đã giữ ông lại kinh thành để làm quan tại đây, còn quyền chỉ huy của ông thì giao cho Khất Phục Sí Bàn.
Năm 408, Thốc Phát Nục Đàn (người trước đó đã khuất phục chịu trở thành chư hầu của Hậu Tần) đã trở nên hành động một cách độc lập. Diêu Hưng quyết tâm tiêu diệt Nam Lương, và Khất Phục Càn Quy là một trong các tướng được cử đi cùng với đội quân dưới sự chỉ huy của con trai ông ta là Diêu Bật (姚弼) nhằm diệt Nam Lương. Tuy nhiên, chiến dịch của Diêu Bật đã thất bại và mặc dù sau đó Thốc Phát Nục Đàn trên danh nghĩa vẫn tiếp tục khuất phục trong một thời gian, ông ta đã nhanh chóng tuyên bố độc lập hoàn toàn. Năm 409, Khất phục Càn Quy đã trốn thoát và trở về Uyển Xuyên. Trong cùng năm, ông tái lập nước Tây Tần và xưng là Tần vương, đồng thời cải niên hiệu.

## Trị vì lần thứ hai
Sau khi phục quốc, Khất Phục Càn Quy một lần nữa lại lập vợ mình làm Hoàng hậu và con trai Khất Phục Sí Bàn làm thái tử, kinh đô của Tây Tần được tạm thời đặt tại Độ Kiên sơn (度堅山, nay thuộc Bạch Ngân, Cam Túc). Năm 410, ông tấn công quận Kim Thành của Hậu Tần và cuối cùng đã chiếm được quận này, và đến năm 410 kinh thành Tây Tần lại chuyển về Uyển Xuyên. Ông sau đó cũng chiếm được một vài quận khác của Hậu Tần. Tuy nhiên, vào mùa xuân năm 411, ông đã trao trả các quan bị bắt cho Hậu Tần và cầu hòa, một lần nữa trở thành chư hầu. Diêu Hưng lập Khất Phục Càn Quy làm Hà Nam vương. Tuy nhiên, vào mùa đông năm 411 ông lại tiếp tục chiếm một số quận của Hậu Tần. Mùa xuân năm 412, ông dời đô đến Đàm Giao (譚郊, nay thuộc Lâm Hạ, Cam Túc), và cho Khất Phục Sí Bàn trấn thủ Uyển Xuyên.
Vào mùa hè năm 412, con trai của Khất Phục Quốc Nhân là Khất Phục Công Phủ đã giết chết Khất Phục Càn Quy trong một cuộc chính biến, ngoài ra Khất Phục Công Phủ còn giết hơn mười người con trai khác của Khất Phục Càn Quy. Sau một chiến dịch ngắn ngủi giữa Khất Phục Công Phủ và Khất Phục Sí Bàn, Khất Phục Sí Bàn đã chiến thắng và giết chết Khất Phục Công Phủ rồi lên ngôi vua.